# قسيس الشيطان
قسيس الشيطان:تأملات في الأكاذيب والعلوم والحب صدر هذا الكتاب عام 2003 وهو عبارة عن مقالات مختارة وكتابات آخرى بقلم الكاتب ريتشارد دوكينز تم نشرها بعد 5 سنوات من كتاب unweaving rainbow وتحتوي على مقالات تناقش مواضيع مثل علم التطور الثقافي والإرهاب والدين والخلق وقسم من هذا الكتاب مخصص لخصمه ستيفن جاي غولد.
ويأتي عنوان الكتاب كاقتباس من تشارلز داروين وهو إشارة إلى افتقار داروين إلى الإيمان بكيفية العالم المثالي الذي صممه الله إشارة إلى القس روبرت تايلور : ماهذا الكتاب الذي قد يكون قسيسًا شيطانيًا قد كتبه عن أعمال الطبيعة القاسية والخرقاء.
ومما جاء في كتاب دوكينز:
خلال العصور الوسطى  وحتى عصور ما قبل التاريخ  حتى نصل في نهاية المطاف إلى حلقة مفقودة السلف المشترك الذي يتشارك فيه البشر مع الشمبانزي منذ ستة ملايين سنة تخيل الآن طابورًا مشابهًا ينبثق من هذا السلف المشترك.
في هذه المرة تبعًا للشمبانزي  من جانب أمها وحتى الوصول ليومنا هذا ( نحن الآن وجهًا لوجه مع ابن عمك قرد الشمبانزي  وذلك خلال سلسلة من الإيدي المتشابكة  للأمهات)
إن الكلمة الحاسمة في هذه الجملة هي بالطبع غير منقطع لأنه في أي وقت في سلسلة دوكينز للرئيسيات يحدث اختلافات موضوعية عن ما يليها وتكون التغيرات ضمن السلسلة غير محسوسة ودقيقة إلى أبعد الحدود  والنوع يختبىء ضمن نوع آخر دون عناء  ولايوجد قفزات يتحول فبها حيوان بشكل مفاجىء إلى نوع مختلف ولايوجد أي حواجز مفاجئة ضمن حواجز الأنواع وهي فكرة تزعج خصوم الانتقاء الطبيعي لايوجد سوى تحولات صغيرة غير ملحوظة.